# Carl August Schöll
Carl August Schöll (* 5. September 1810 in Strassburg; † 15. März 1878 in St. Gallen) war Schweizer Reliefkünstler.
Geboren in Strassburg als Sohn des Kaspar Friedrich Schöll und dessen Frau Anna Barbara, geborene Klauser, lebte er ab den 1830er Jahren in der Schweiz. In Zürich ergriff er den Beruf des Kunsthafners und heiratete 1839 Maria Helena Fehr. Ab 1844 war er als Lehrer für Turnen und Modellieren an der Industrieschule in St. Gallen und dem Institut Munz tätig. Von 1856 bis 1877/1878 unterrichtete er an der Kantonsschule St. Gallen. 1860 war er an der Gründung des Turner-Rettungscorps – einer Freiwilligen Feuerwehr – beteiligt und wurde Obmann.
Im Selbststudium bildete er sich zum Geoplastiker weiter. Sein Relief des Säntis wurde 1851 auf der Great Exhibition in London, der ersten Weltausstellung, prämiert. Vier Jahre darauf erhielt seine Darstellung des Kantons St. Gallen, die er von 1845 bis 1852 für die Kantonsverwaltung angefertigt hatte, auf der Weltausstellung in Paris eine Auszeichnung. Sie wurde daraufhin im Regierungsgebäude ausgestellt und war im 19. Jahrhundert eine der bedeutendsten Sehenswürdigkeiten der Stadt. Das Relief wurde 1950 ins Depot überführt und 1972 entsorgt.
Auch von anderen Regionen der Schweiz schuf Schöll Reliefs und fertigte verschiedene andere bildhauerische Arbeiten an. Erhalten sind unter anderem seine Modelle verschiedener Burgen im Historischen Museum St. Gallen.